# Acanthurus nigricauda
Acanthurus nigricauda är en fiskart som beskrevs av Paul Georg Egmont Duncker och Mohr 1929. Acanthurus nigricauda ingår i släktet Acanthurus och familjen Acanthuridae. IUCN kategoriserar arten globalt som livskraftig. Inga underarter finns listade i Catalogue of Life.

## Bildgalleri

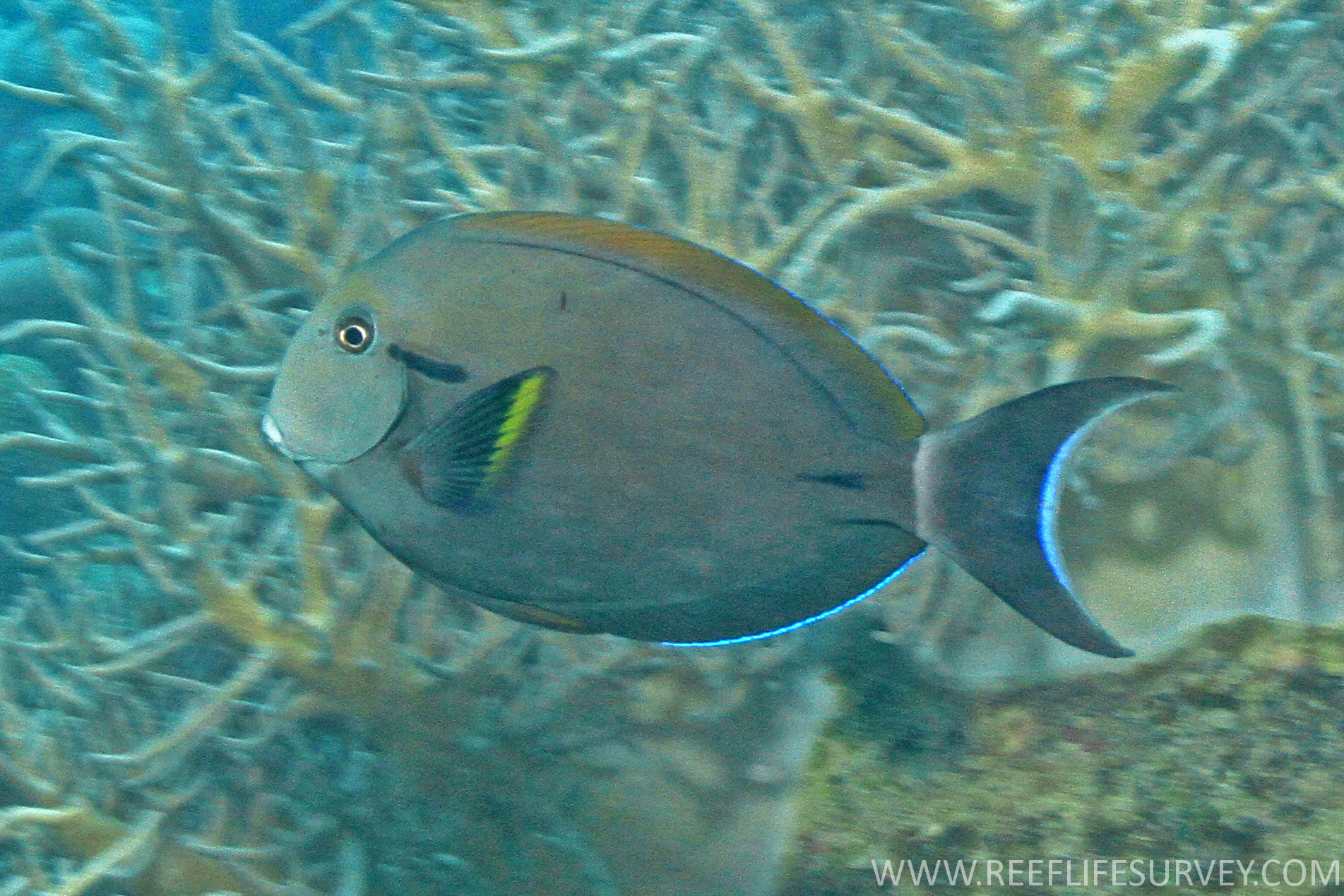
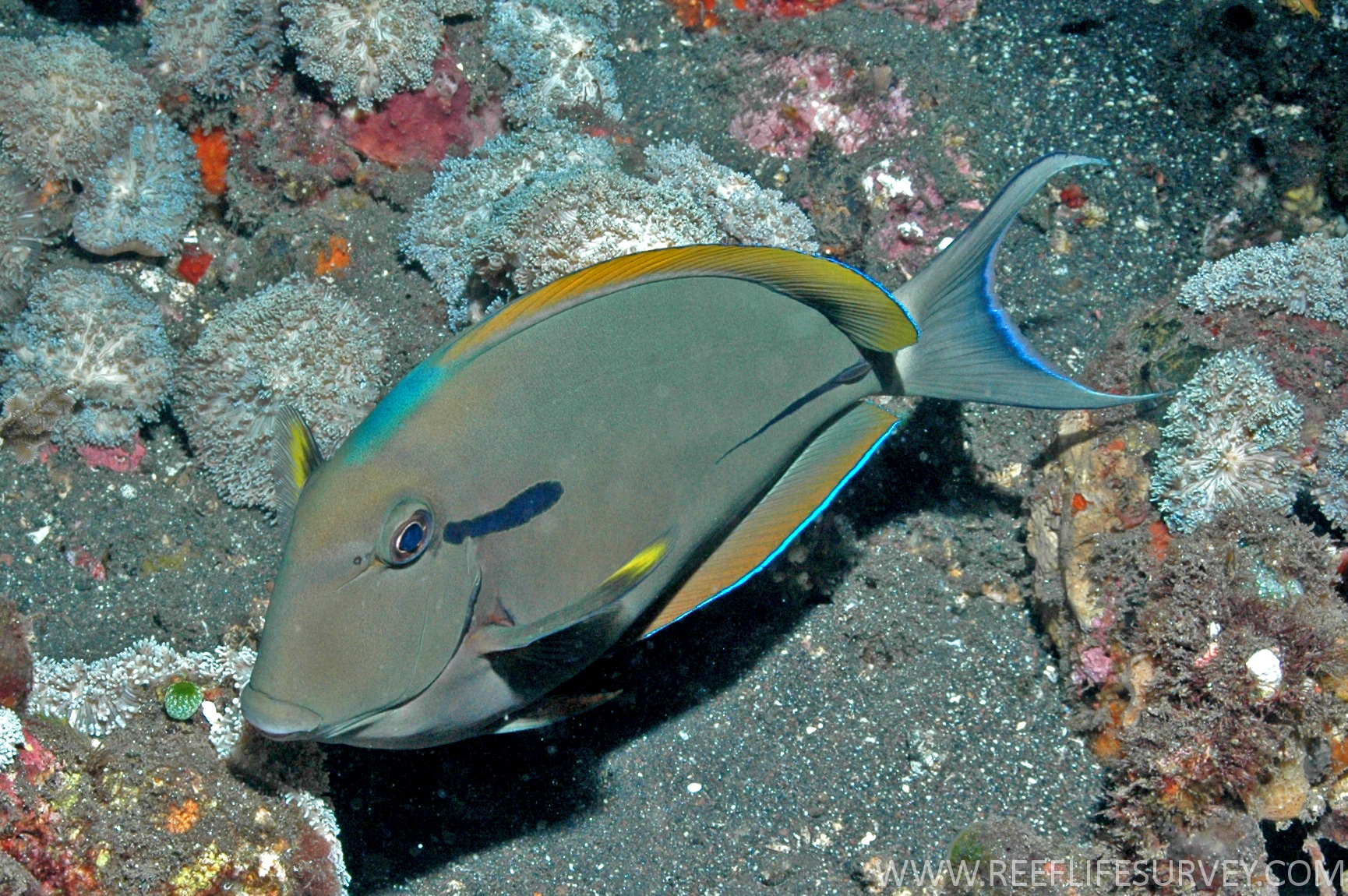